# Tobaksmosaikvirus
Tobaksmosaikvirus (TMV) är ett enkelsträngat RNA-virus från familjen Virgaviridae. TMV är huvudsakligen en växtpatogen och infektion har konstaterats hos uppåt 200 växtarter. Dessa involverar 30 olika växtfamiljer, men särskilt viktiga är tobaksläktet och släktet skattor. Redan på 1800-talet finns beskrivningar om hur TMV orsakade stor skada på framförallt tobaksodlingar. På den tiden var orsaken till sjukdomen en stor gåta, då kännedomen om virus ännu inte exsiterade. Idag räknas TMV som det första upptäckta viruset. TMV har varit viktigt för virologins utveckling och viruset används idag i en rad molekylärbiologiska applikationer, inklusive genmanipulering av växter för exempelvis tillverkning av antibiotika.

## Historia
Adolf Mayer, en tysk kemist verksam i slutet av 1800-talet, var den som först beskrev TMV:s effekter i tobaksplantor. Han beskrev bland annat hur flera tobaksodlingar i Nederländerna lagts ner p.g.a. sjukdomsspridning och det var Myer som gav viruset namnet ”tobacco mosaic”. Myer försökte förstå vad som orsakade sjukdomen och studerade om skillnader i näring, ljus eller temperatur kunde orsaka symptomen. Han letade även efter svampar och parasiter men fann inget som kunde förklara sjukdomen. Till slut upptäckte Myer att växtsaft från smittade plantor kunde vara en smittkälla till andra friska växter. Genom att följa ”Kochs postulat” var han sedan den första som lyckades överföra viruset från en sjuk till en frisk planta. Myer gjorde flera försök att odla viruset, men misslyckades då kännedomen om virus ännu inte fanns. Virus kunde först studeras när elektronmikroskopet kom på 1930-talet. Martin Beijerinck (1851-1931) och Dmitrij Ivanovskij (1864 -1920) var de som kom fram till att organismen som orsakade sjukdomen var för liten för att vara en bakterie. Nu för tiden vet man att det handlade om ett virus. TMV räknas numera som det första upptäckta viruset. TMV har varit viktig för virologins utveckling. Viruset har även hjälpt till vid förbättringen och användning av ny teknik inom genetiken.

## Struktur

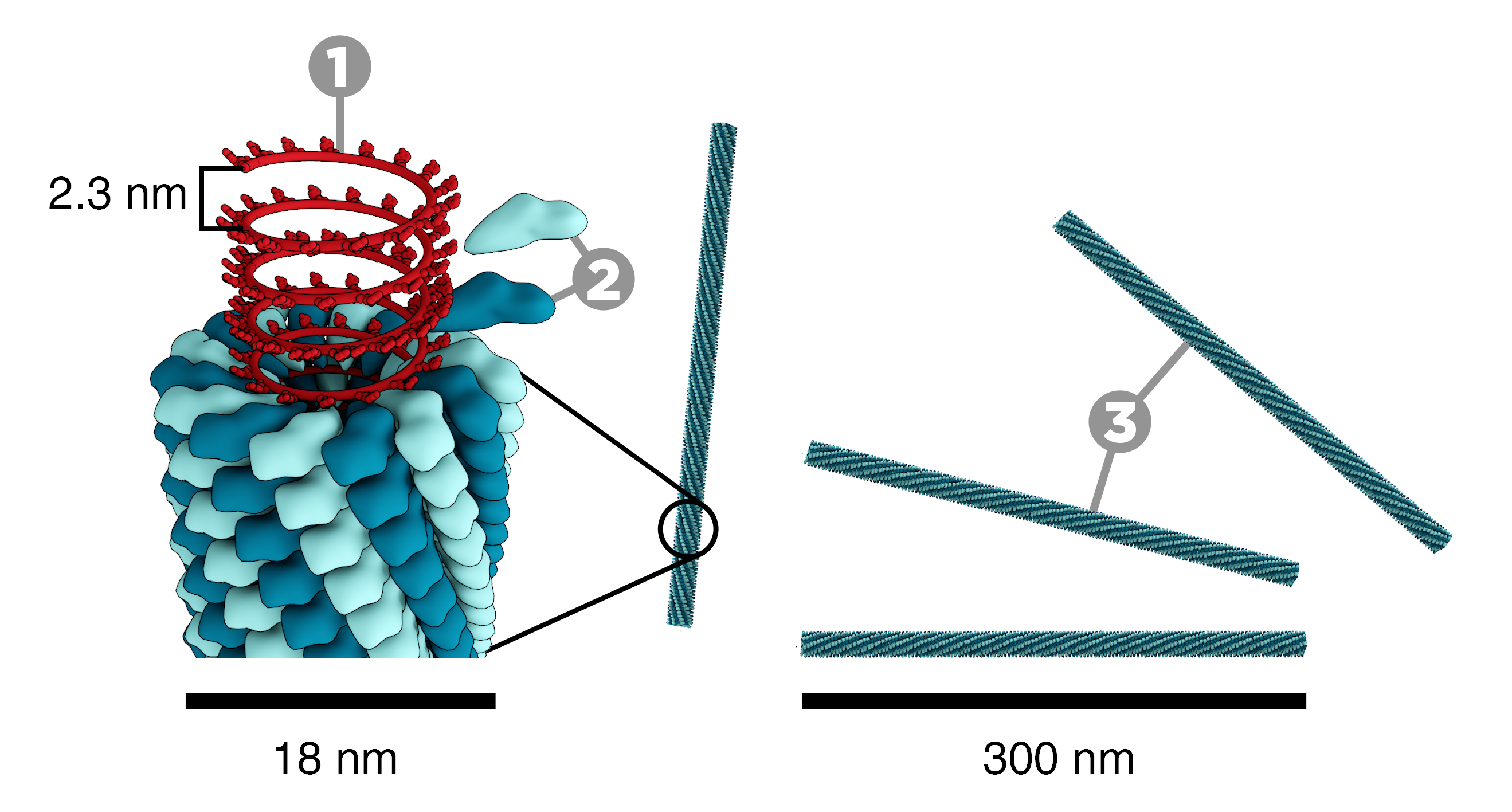
Schematisk skiss av TMV: 1. RNA, 2. Kapsider, 3. Kapsid

TMV är ett enkelsträngat RNA-virus. TMV har en relativt enkel struktur och är ett klassiskt exempel på ett stavformat virus. Virusets RNA kodar för fyra olika sorters proteiner. Proteinerna 130K och 180K använder viruset för replikering, proteinet 30K behöver TMV för förflyttning mellan växtceller och höljeprotein (coat protein) är nödvändigt för uppbyggnad av virushöljet (kapsiden). Kapsiden är hos TMV ett helixformat skal som omsluter arvsmassan. 

## Symptom hos växter
Symptombilden hos TMV-infekterade växter varierar och beror bland annat på vilken art viruset infekterar och vilken ålder som den infekterade växten har. Men miljön växten växer i och vilken stam av TMV som har infekterat har också betydelse för symptomen.
De vanligaste symptomen som uppkommer hos drabbade plantor är mosaikmönster eller marmorering av infekterade växtdelar, särskilt bladen. Även nekros, förkrympta eller krullade blad samt gulfärgning av vävnader kan inträffa. Hos infekterande tomatplantor kan även dålig avkastning, förvrängda frukter, ojämn färg på frukten eller försenad fruktmognad förekomma.

## Infektionscykel

### Infektion
Till skillnad från många andra växtvirus sprids TMV inte med insekter som vektorer. Dock finns laboratoriestudier utförda på humlor som visar att det kan förekomma. TMV kan spridas genom att en infekterad planta kommer i direkt kontakt med en frisk planta. Det är inte ovanligt att viruset även sprids via kontaminerade verktyg eller kläder som används av arbetare vid tobaksodlingar. TMV är ett väldigt stabilt virus som kan överleva många månader utan någon växt som värd. Cigarrer, cigarretter och piptobak från infekterade plantor kan kontaminera händerna hos användare. Viruset kan därmed spridas sig till andra växter när dessa hanteras av kontaminerade händer. Frön kan också bli smittade av viruset och när dessa sedan gror blir plantan infekterad. Eftersom viruset själv inte har någon aktiv mekanism för att tränga sig igenom cellväggen hos växter måste den förlita sig på mekaniskt orsakade skador på växten. Dessa skador kan uppkomma av en rad olika orsaker som till exempel insekter som tuggar på växten, vegetativ förökning eller mänsklig hantering av växterna (beskärning, odling och skörd).

### Spridning i växtvärd
Växtceller är inneslutna av en cellvägg bestående av cellulosa. Det gör det svårt för en viruspartikel att förflytta sig emellan celler. TMV utnyttjar därför specifika intercellulära förbindelser kallade plasmodesmer, för att kunna sprida sig i infekterade plantor. För att ta sig igenom en plasmodesmata behöver viruset också särskilda transportprotein. TMV:s transportprotein har förmåga att vidga plasmodesmatan så att viruset kan ta sig igenom till nästa cell. Viruset tar sedan över metabolismen i växtcellen.

### Replikering
När viruset väl har kommit in i en värdcell måste den först befria sig från sitt skyddande hölje (kapsid) för att frigöra sitt RNA. Höljet har specifika kemiska egenskaper som förändrar sig beroende på i vilken miljö viruset befinner sig. Utanför cellen är kalciumkoncentrationen relativt hög och kapsidens proteiner stabila. Men inuti cellen, där det istället är en låg kalciumnivå repellerar proteinerna varandra. Det medför att kapsiden öppnar sig och att arvsmassan kan ta sig ut i värdcellen. När RNA:t väl är frigjort börjar replikeringen och bildandet av nya virus. TMV börjar med att syntetisera nytt RNA till avkomman och sedan protein för uppbyggnad av virushölje. När syntesen avtagit blir det nyproducerade RNA:t inkapslat och de nybildade virusen kan sedan spridas sig vidare till andra växtceller.